# GI-2132
La carretera  GI-2132  une las poblaciones de Lasarte-Oria y Rentería por los altos de Galarreta y Ventas de Astigarraga. Desde la construcción de las variantes oeste y sur de Hernani y la Autovía del Urumea, la  GI-2132  comprende dos tramos independientes entre sí unidos entre sí por precisamente dicha autovía: por un lado el tramo Lasarte-Hernani por Galarreta (que incluye en su recorrido el antiguo tramo de la  N-I  Lasarte-Recalde) y, por otro, Astigarraga-Rentería por el alto de Ventas. La antigua travesía por Hernani, Ergobia y Astigarraga ha sido descatalogada.
Cabe mencionar que, hasta que en 1846 se construye el desvío de la ruta Madrid-Irún por Lasarte-Oria, San Sebastián, Rentería y Gainchurizqueta, dicha ruta discurría por esta carretera entre Hernani y el barrio oyarsonense de Ugaldetxo.

## Trazado
| Velocidad                                   | Esquema                                         | Carretera que enlaza                                                                                  |
| ------------------------------------------- | ----------------------------------------------- | --- |
|                                             |                                                 | Rentería GI-636 San Sebastián - Irún                                                                  |
|                                             |                                                 | Rentería Larzábal Oyarzun Arragua                                                                     |
|                                             |                                                 | Rentería este GI-2134 Oyarzun Elizalde - Irún AP-8 Irún - Bayona                                      |
|                                             |                                                 | Comisaría Ertzaintza AP-8 San Sebastián                                                               |
|                                             |                                                 | Polígonos Talaya y Aranguren GI-3631 Oyarzun Ugaldetxo - Artikutza                                    |
|                                             |                                                 | Centro comercial Mamut                                                                                |
|                                             |                                                 | Polígono Ugaldetxo Oyarzun Ugaldetxo                                                                  |
|                                             |                                                 | Polígono Olagarai Oyarzun Ugaldetxo                                                                   |
|                                             |                                                 | Polígono Ugaldetxo                                                                                    |
|                                             | Alto de Ventas (125 m)                          | |
|                                             | Landarbaso GI-3671 Rentería Zamalbide           | |
|                                             |                                                 | Astigarraga                                                                                           |
|                                             |                                                 | Túnel de Astigarraga                                                                                  |
|                                             |                                                 | GI-3841 Polígono 27                                                                                   |
|                                             |                                                 | Astigarraga San Sebastián Martutene GI-41 - AP-8 - A-15                                               |
| Continúa por A-15 (entre salidas 164 y 169) |                                                 | |
|                                             |                                                 | A-15 Andoáin - San Sebastián GI-3722 Urnieta                                                          |
|                                             |                                                 | Hernani                                                                                               |
|                                             |                                                 | Hernani                                                                                               |
|                                             | Alto de Galarreta (76 m)                        | |
|                                             | Hernani Galarreta GI-3401 San Sebastián Miramón | |
|                                             |                                                 | Chillida-Leku                                                                                         |
|                                             |                                                 | GI-21 San Sebastián Añorga                                                                            |
|                                             |                                                 | N-634 Usúrbil GI-11 San Sebastián AP-8 Zarauz - Vitoria - Bilbao Polígono Recalde Centros comerciales |
|                                             |                                                 | Lasarte-Oria                                                                                          |
|                                             |                                                 | N-I Andoáin - Tolosa - Vitoria                                                                        |